# Терапевтическая юриспруденция
Терапевтическая юриспруденция – это междисциплинарное, инновационное направление практической деятельности и науки, которое для исследования терапевтического потенциала законов и правовой системы вообще, соединяет в себе и интегрирует теоретические знания и эмпирические данные юриспруденции и социальных наук. В рамках терапевтической юриспруденции постулируется, что закон имеет определённого рода влияние на психическое здоровье людей и на их психосоциальное функционирование и поведение в целом .

## Основные сведения
С.Слобогин отмечает, что терапевтическая юриспруденция с помощью социальных наук определяет насколько и каким образом правовые нормы, законы могут сказаться на психическом и физическом здоровье людей . Согласно 9-му изданию Юридического словаря Блэка, "терапевтическая юриспруденция изучает воздействия законов и правовой системы в целом на поведение, эмоции и на психическое здоровье людей, и в частности осуществляет мультидисциплинарное исследование того, каким именно образом взаимодействуют между собой закон и психическое здоровье. Эта дисциплина берёт своё начало от 1980-х и выступает в роли академического подхода к сфере психического здоровья и права" . В рамках терапевтической юриспруденции признаётся, что правовые нормы и процедуры – это своего рода социальные факторы, которые являются причиной терапевтических последствий, также часто как и предстают в роли антитерапевтических агентов. В этом отношении, целью терапевтической юриспруденции является увеличение количества терапевтических последствий максимально и минимазация антитерапевтических эффектов. Именно поэтому терапевтическая юриспруденция фиксируется на психоэмоциональном здоровье и благосостоянии людей. Подобная фокусировка обычно проявляется в предложениях специалистов ТЮ-подхода по реформированию законов и юридических процедур для достижения больших терапевтических эффектов .